# Конституционный суд Словакии
Конституцио́нный су́д Слова́кии (словац. Ústavný súd Slovenskej republiky) — орган конституционного контроля Словацкой Республики. Находится в Кошице.

## История
Впервые Конституционный суд был создан ещё в первой Чехословацкой Республике и существовал в период с 1921 года по 1931 год (ликвидирован по политическим обстоятельствам). Конституционным законом о Чехословацкой федерации Конституционный суд де-юре восстановлен в 1968 году, но на самом деле вообще не был сформирован и никогда не функционировал. Только в 1991 году был учрежден Конституционный суд ЧСФР, который состоял из шести судей из Чехии и шести судей из Словакии. С 1993 года существует самостоятельный Конституционный суд Словацкой Республики.

## Задачи
Основные положение о деятельности Конституционного суда и его судей регулируются Конституцией (Глава 7).
Основной задачей суда является проверка законов и иных правовых актов, в том числе норм международного договора на соответствие Конституции Словакии. Он также принимает решение о спорах между органами государственного управления, за исключением, если закон указывает, что эти споры решаются другим государственным органом; осуществляет контроль за проведением выборов и референдумов, а также за деятельностью политических партий. Конституционный суд является единственным судом, который может участвовать в процедуре импичмента Президента Словакии.
Суд возбуждает судебное разбирательство на основе предложения:
- не менее 1/5 (то есть 30) депутатов Парламента,
- Президента Словакии,
- Правительства Словакии,
- судов,
- Генерального прокурора.

## Судьи
Первоначально суд состоял из десяти судей, назначаемых на семь лет Президентом, который выбирал их из вдвое большего числа кандидатов по представлению Парламента. После того, как в Конституцию в 2001 году были внесены поправки, Конституционный суд стал состоять из тринадцати судей, назначаемых Президентом на двенадцать лет также из вдвое большего числа кандидатур, предложенных Парламентом. Кандидаты на должность судей должны быть не моложе 40 лет, обладать высшим юридическим образованием и иметь практику по специальности в течение 15 лет. Судьи пользуются иммунитетом наравне с членами Парламента.